# Smrkovník

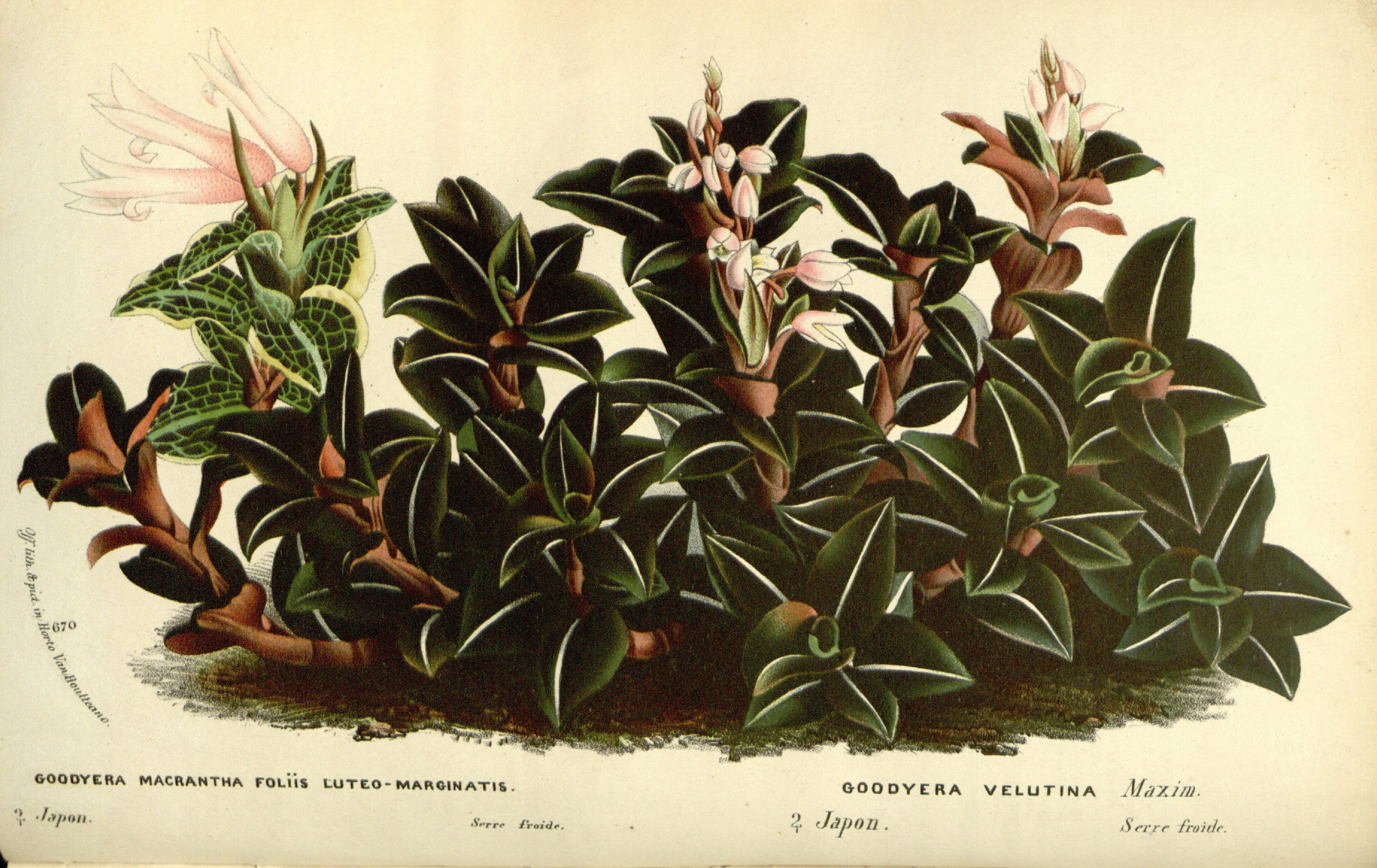
Ilustrace Goodyera biflora a G. velutina z roku 1868

Smrkovník (Goodyera) je rod orchidejí. Jsou to většinou pozemní, drobnokvěté orchideje se vzpřímeným klasovitým květenstvím. Listy mnohých druhů mají nápadně světle zbarvenou střední žilku nebo i síťnatou žilnatinu. Rod zahrnuje asi 100 druhů a je rozšířen v téměř celé Eurasii a Severní a Střední Americe, lokálně i jinde. Největší počet druhů roste v Asii. V Evropě roste jediný druh, smrkovník plazivý, který se velmi vzácně vyskytuje i v České republice. Některé druhy smrkovníků jsou pěstovány ve specializovaných sbírkách orchidejí.

## Popis
Smrkovníky jsou pozemní nebo výjimečně epifytické či litofytické orchideje s přímým či vystoupavým stonkem. Oddenek je dlouhý, plazivý, tvořený několika až mnoha uzlinami, z nichž vyrůstají vláknité kořeny. Listy jsou stálezelené, světle nebo tmavě zelené až černozelené, někdy s bílou či růžovou střední žilkou či síťnatou žilnatinou, kopinaté až vejčitě eliptické, na bázi stažené v pochvovitý řapík, obvykle v přízemní růžici. Květy jsou zpravidla bílé, smetanové, zelenavé nebo hnědé, přetočené (resupinátní), přisedlé, uspořádané v řídkých až hustých vrcholových klasech. Výjimečně je květenství redukované na jediný květ. Na stopce květenství bývá několik pochvovitých listenů. Kališní lístky jsou podobně tvarované, volné, na vnější straně lysé nebo pýřité. Horní kališní lístek je konkávní, spojený s korunními lístky v kápi přečnívající sloupek. Postranní kališní lístky jsou připojené k pysku nebo rozestálé až nazpět zahnuté.
Korunní lístky jsou blanité a lysé. Pysk je dužnatý, na bázi srostlý se sloupkem, člunkovitý, s vakovitou bazální částí (hypochilem) a přisedlou nebo výjimečně nehetnatou, kopinatou až příčně eliptickou koncovou částí (epichilem). Hypochil je na vnitřní straně obvykle papilnatý. Sloupek je krátký, směrem k vrcholu rozšířený, bez přívěsků. Tyčinka je vzpřímená a nese 2 brylky připojené k drobnému viscidiu. Zobánek čnělky (rostellum) je vzpřímený, trojúhelníkovitý.
Tobolky jsou vzpřímené, vejcovité až elipsoidní, pukající podél žeber třemi chlopněmi.

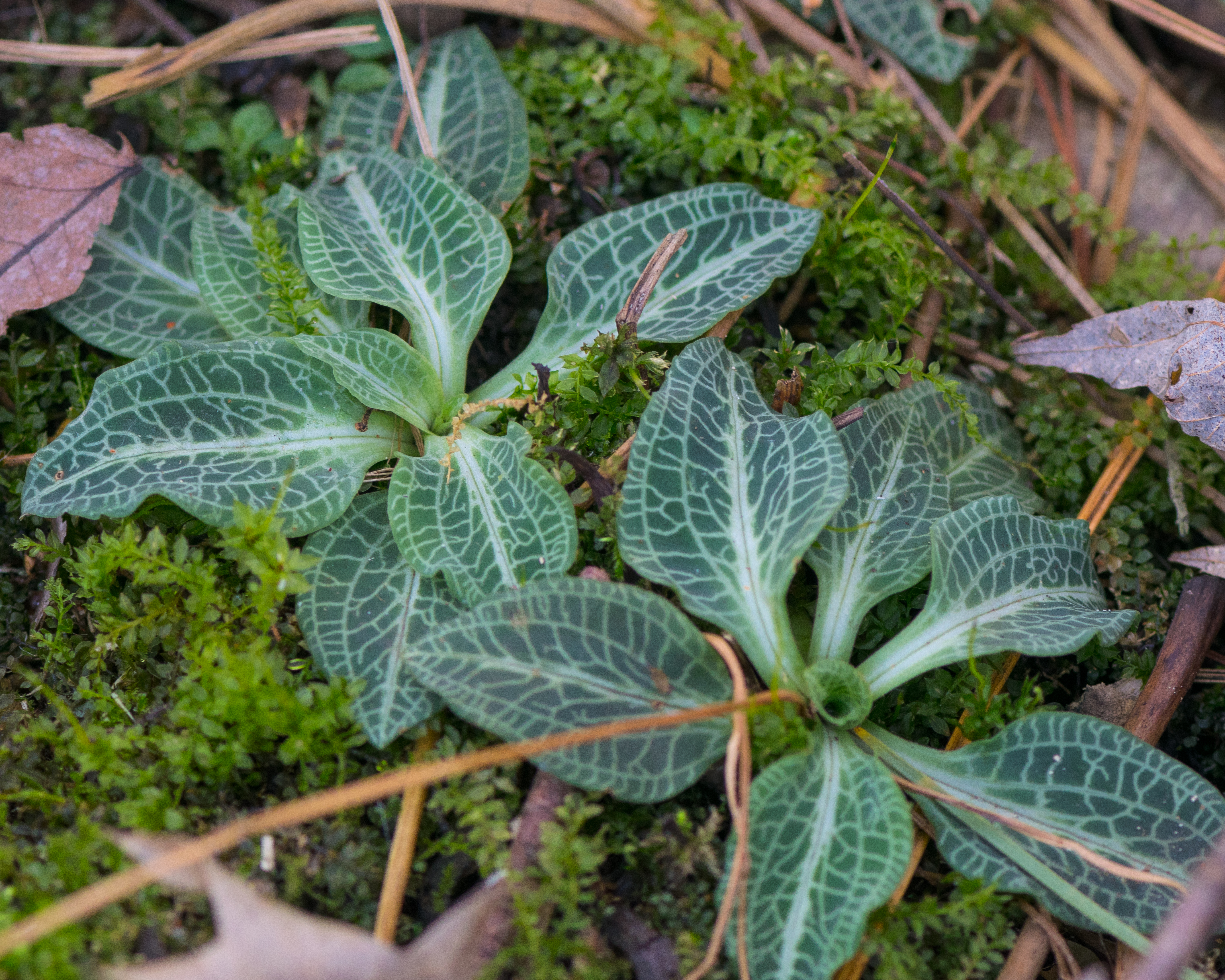
Listové růžice Goodyera pubescens (Severní Amerika)
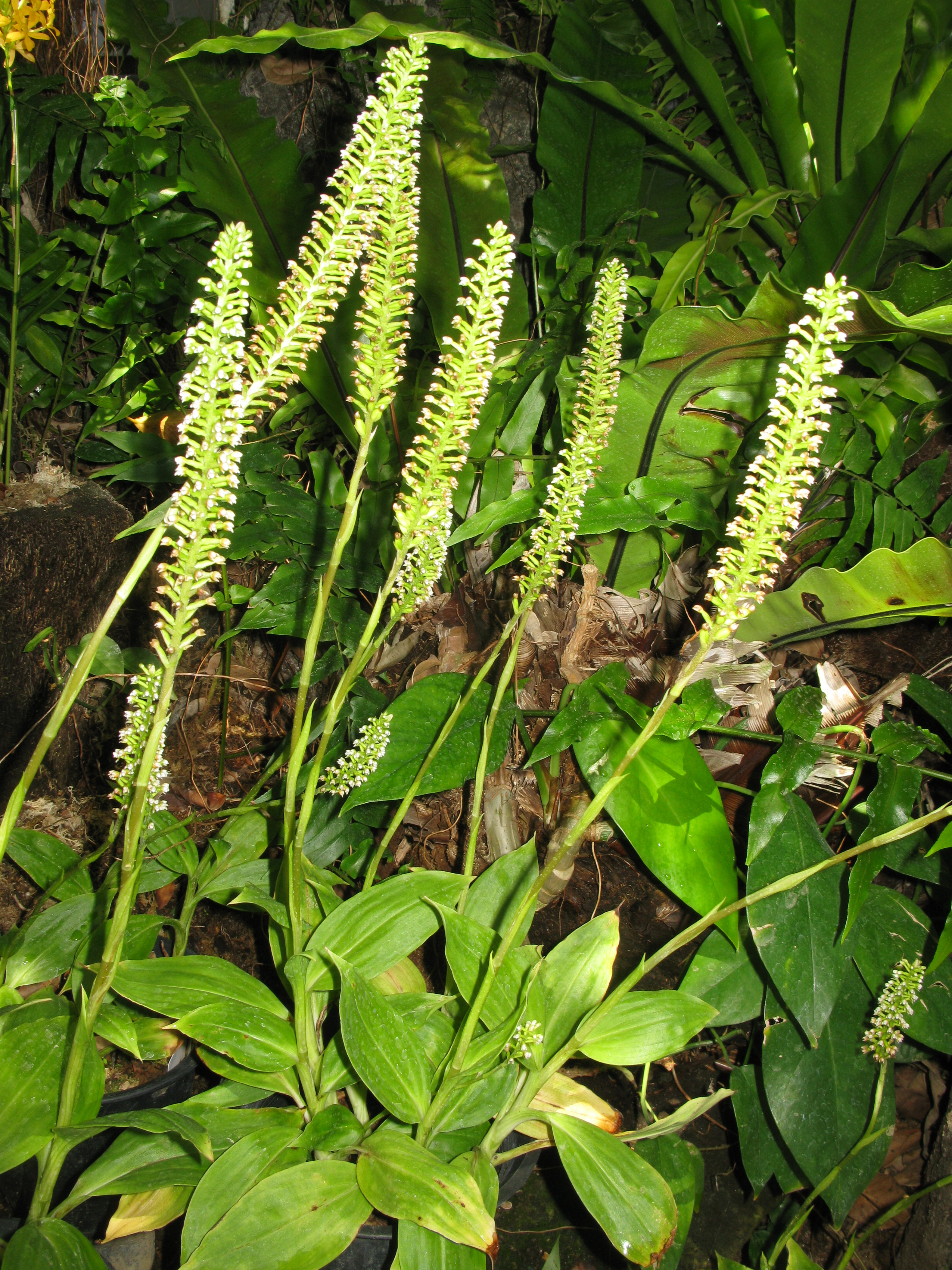
Kvetoucí Goodyera procera (tropická a subtropická Asie)
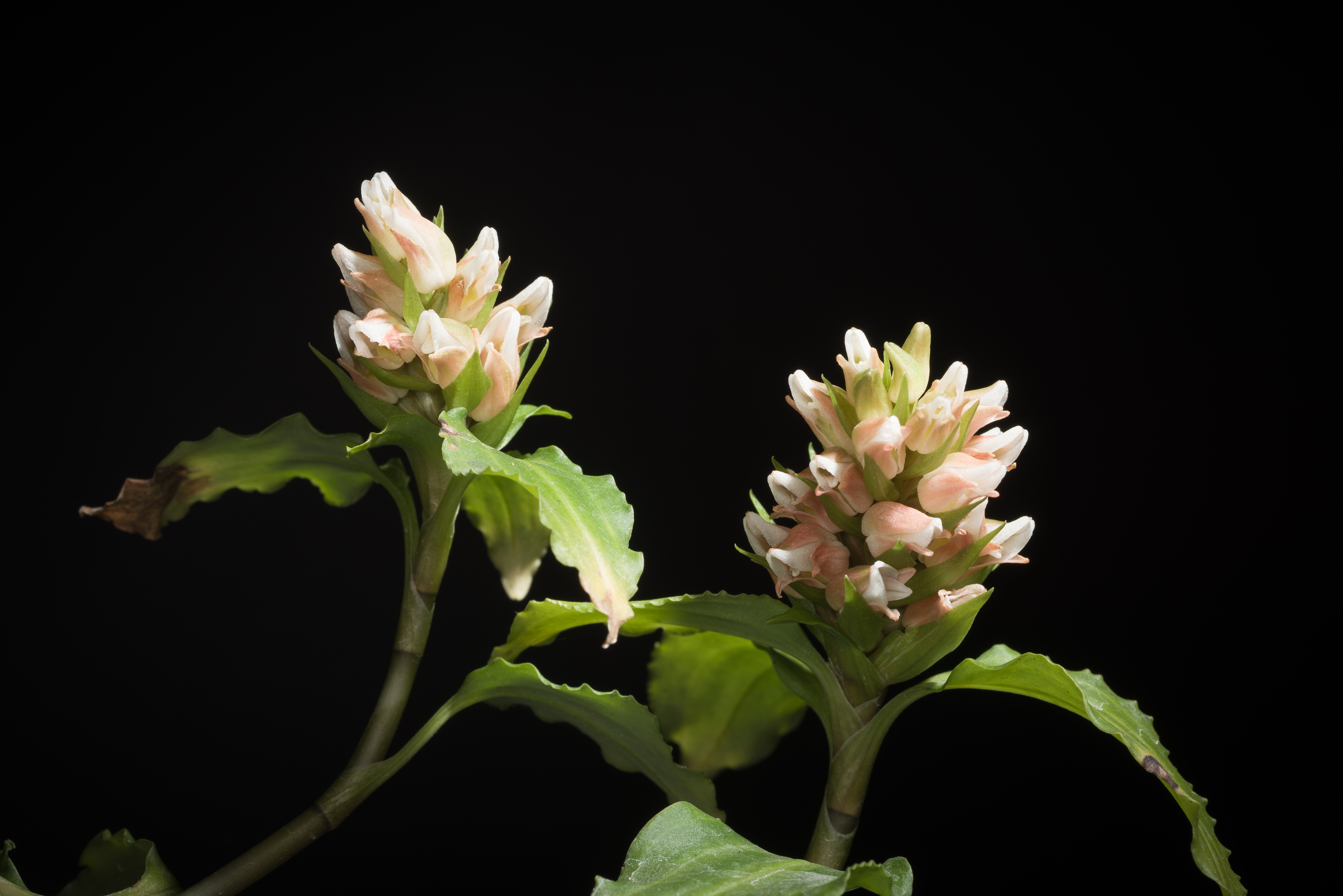
Kvetoucí Goodyera foliosa (Himálaj a temperátní Asie)
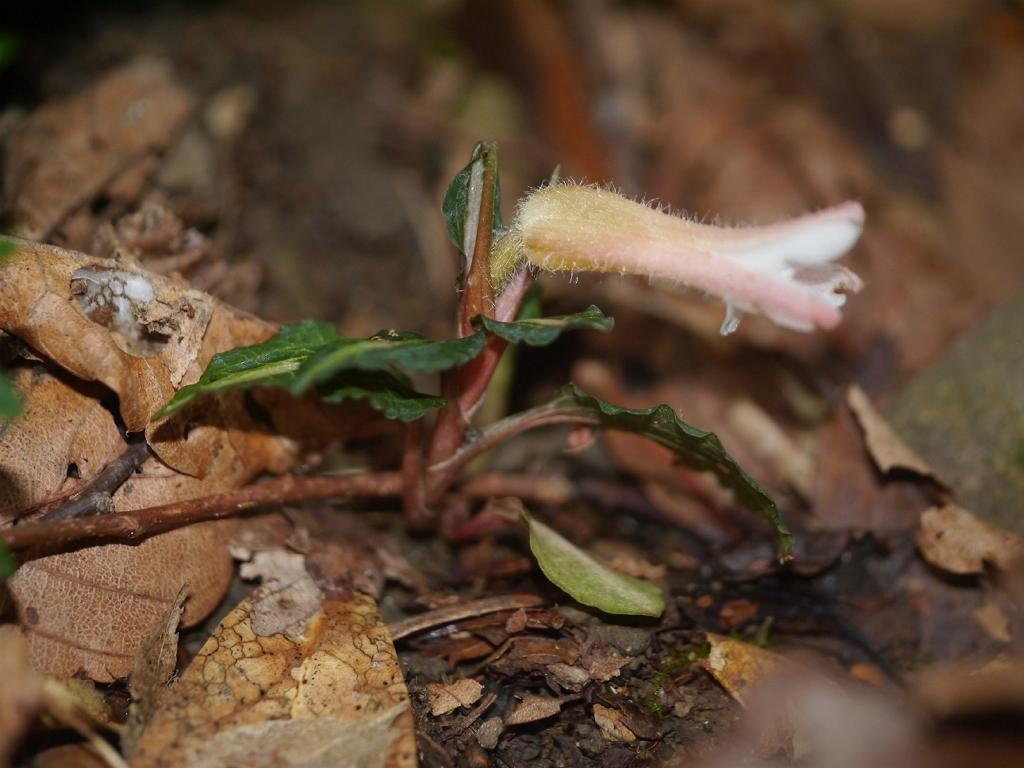
Neobvyklý druh Goodyera biflora (Himálaj a temperátní Asie)
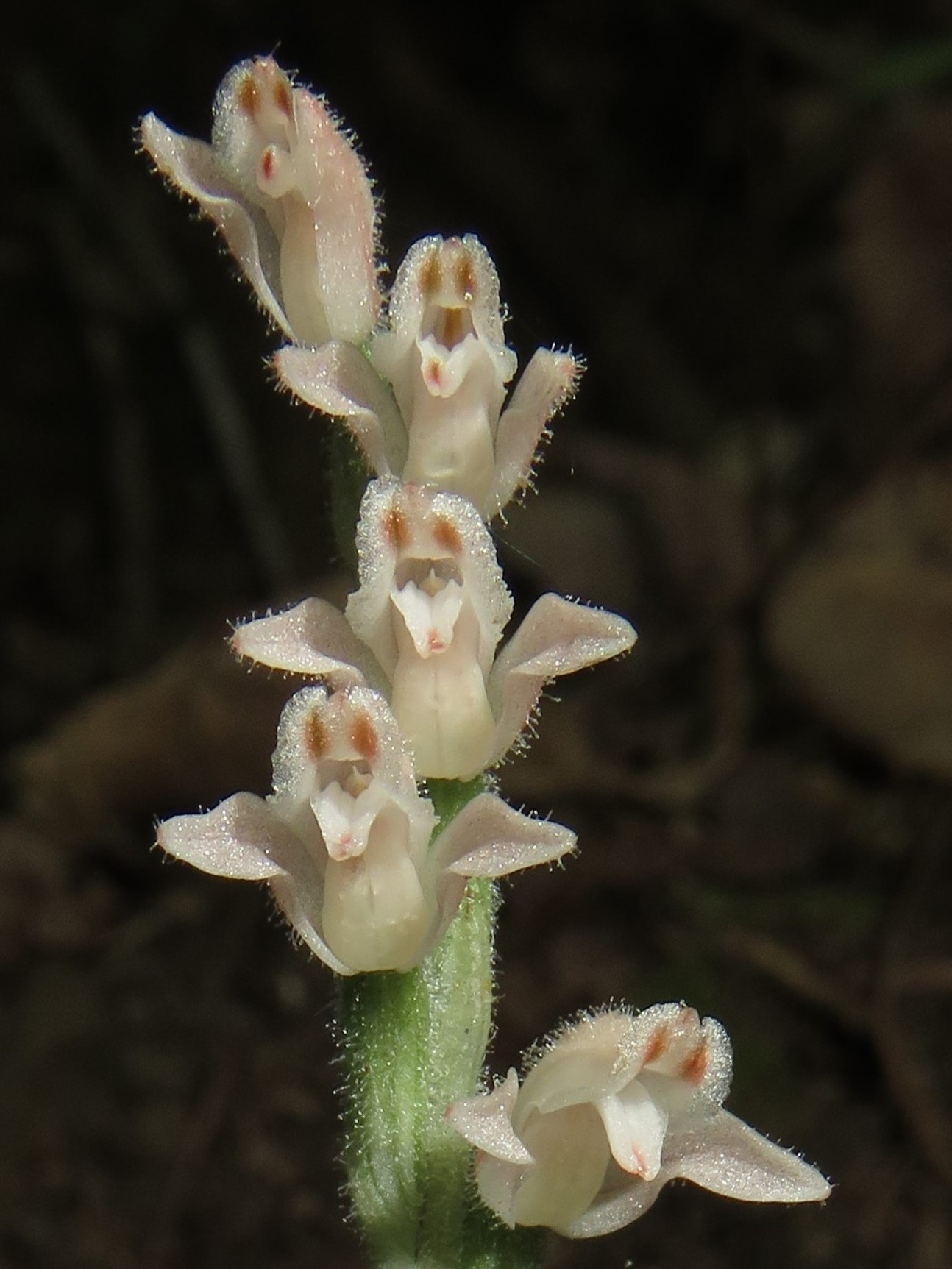
Květenství Goodyera schlechtendaliana (Asie)

## Rozšíření
Rod zahrnuje asi 100 druhů. Areál zahrnuje v podstatě celou Eurasii, severovýchodní Austrálii, Madagaskar, Tichomoří, Severní a Střední Ameriku a okrajově se vyskytuje i v jihovýchodní Africe a v Makaronésii. Nejvíce druhů se vyskytuje v temperátní až tropické Asii. Z Číny je uváděno 29 druhů, z toho 12 endemických.
Zdaleka největší areál má smrkovník plazivý, který je zároveň jediným evropským druhem a vzácně se vyskytuje i v České republice. Celkový areál tohoto druhu zahrnuje většinu Eurasie (s výjimkou rovníkových oblastí jižní a jihovýchodní Asie) a Severní Ameriku. V Severní Americe se vyskytují ještě 3 další druhy, a sice Goodyera oblongifolia a ve východní polovině kontinentu G. pubescens a G. tesselata. Z Latinské Ameriky (Mexiko, Střední Amerika, Karibik) je udáváno 15 druhů. V Austrálii rostou 3 druhy.
Z Madagaskaru je udáváno 6 druhů, Goodyera afzelii přesahuje jako jediný druh i do pevninské Afriky (do Mosambiku). Další dva druhy jsou endemity souostroví v západním Indickém oceánu (Seychely, Maskarény). V Makaronésii roste pouze druh Goodyera macrophylla, který je endemitem Madeiry.

## Opylování

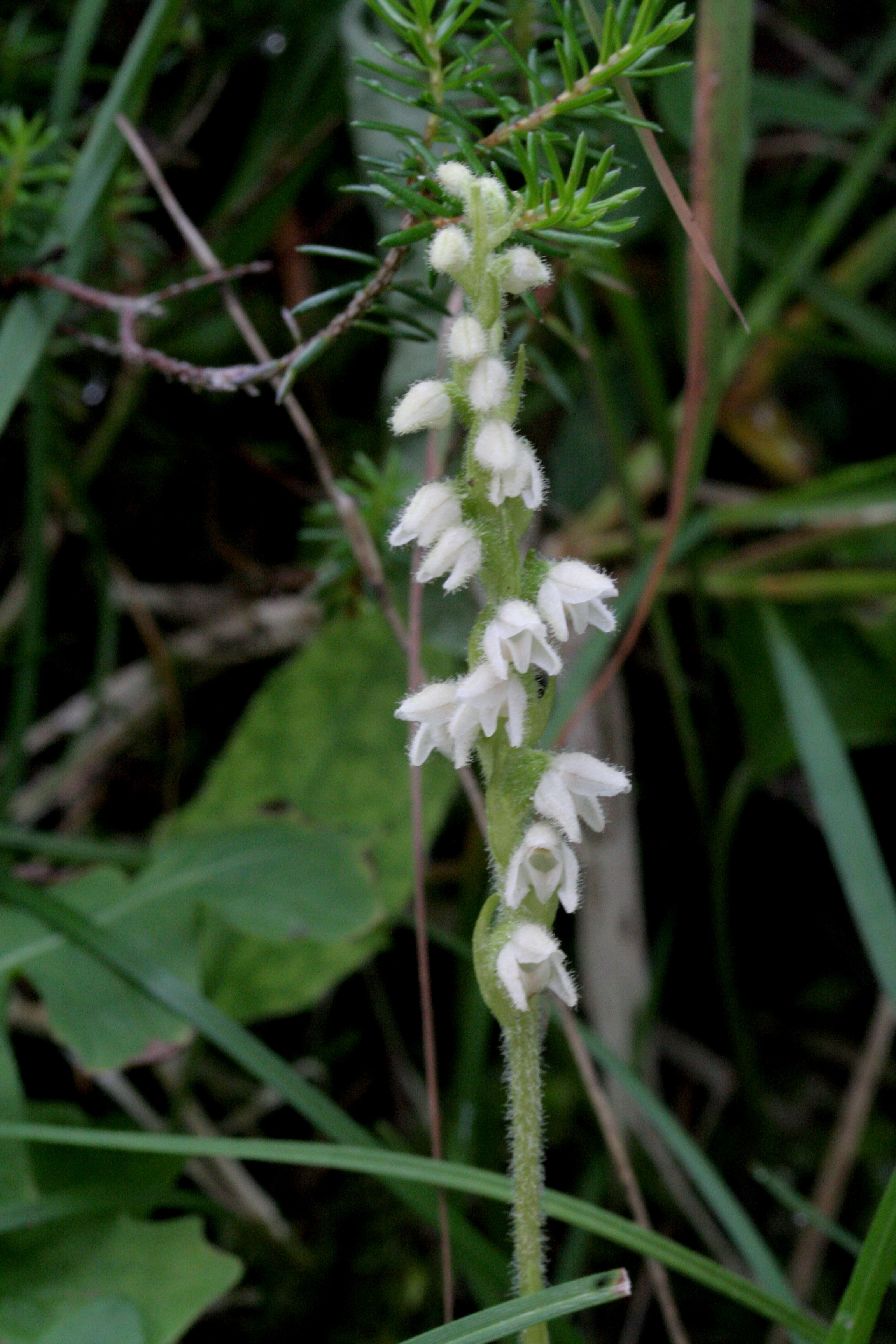
Květenství smrkovníku plazivého

Květy smrkovníků jsou opylovány hmyzem, zejména ploskočelkami, čmeláky a pestřenkami. Smrkovník plazivý opylují převážně čmeláci, příležitostně i včely. Rostlina je samosprašná, cizosprášení je ale zajištěno stavbou květů a způsobem nakvétání květenství. Květy se postupně otevírají směrem odzdola nahoru a stejným systémem postupuje i čmelák při sběru nektaru. Přistane na nejnižších, již plně otevřených květech a během postupu vzhůru navštíví všechny otevřené květy. Při návštěvě nejstarších, spodních květů odevzdává na lepkavé blizně pylové brylky, pokud tedy má nějaké na sosáku nalepené. V horní části květenství se nacházejí květy pootevřené jen málo, které již nejsou volně přístupné. Čmelák při snaze dostat se k nektaru přichází do kontaktu s lepkavým viscidiem a na sosák se mu nalepí nové brylky.

## Mykorhiza
Semena smrkovníků postrádají podobně jako semena ostatních orchidejí zásobní látky a ke klíčení potřebují spoluúčast půdních hub, které je vyživují. Symbiotický vztah rostliny s houbou přetrvává po celý život rostliny. Radioaktivním značením dusíku a uhlíku bylo v roce 2006 u smrkovníku plazivého prokázáno, že rostlina přijímá od houby dusík (a další minerální látky) a na oplátku jí předává uhlík v podobě asimilátů. Byl to vůbec první důkaz, že vztah heterotrofních orchidejí s půdními houbami je založen na oboustranně prospěšné symbióze (na rozdíl od nezelených orchidejí, které živiny od hub pouze jednostranně přijímají).

## Taxonomie
Rod Goodenia je v rámci čeledi Orchidaceae řazen do podčeledi Orchidoideae, tribu Cranichideae a subtribu Goodyerinae. Z hlediska počtu druhů je tento rod druhým největším rodem daného subtribu po striktně americkém rodu Microchilus.
Molekulární analýzy prokázaly, že rod Goodyera v klasickém pojetí je polyfyletický. V roce 2020 byla vydána studie, v níž byly některé druhy přeřazeny do jiných rodů, jmenovitě Paorchis, Cionisaccus, Eucosia a Salacistis.

## Zástupci
- smrkovník plazivý (Goodyera repens)

## Význam

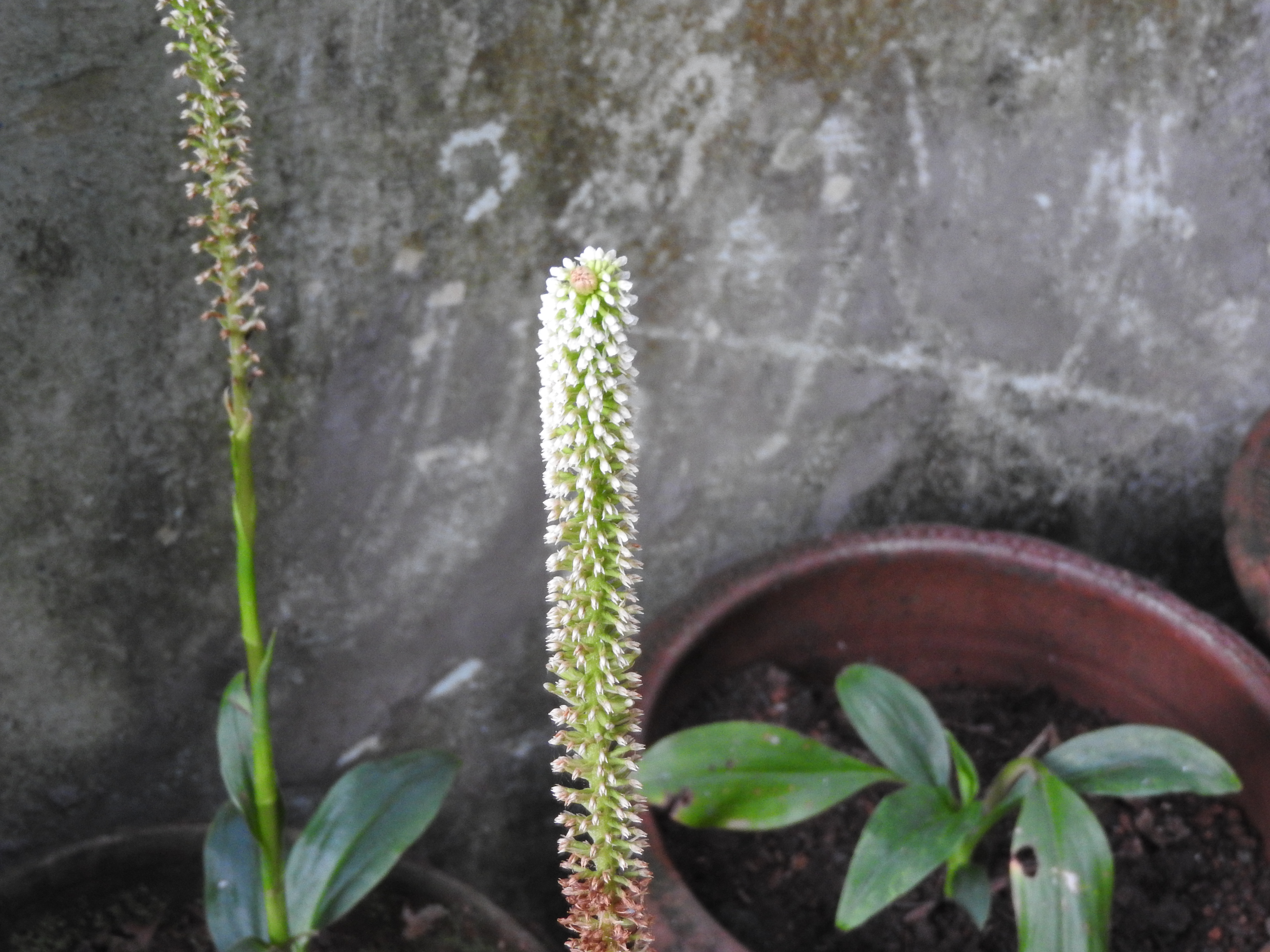
Goodyera procera v kultuře

Řada druhů smrkovníků je kultivovatelná a některé mají velmi ozdobné olistění, ve srovnání s některými jinými terestrickými orchidejemi ozdobnými listem (jako je například Macodes či Ludisia) ze skupiny tzv. jewel orchids jsou však pěstovány poměrně zřídka. Lze se s nimi setkat zejména ve specializovaných sbírkách orchidejí. Jsou mezi nimi druhy teplomilné i chladnomilné.

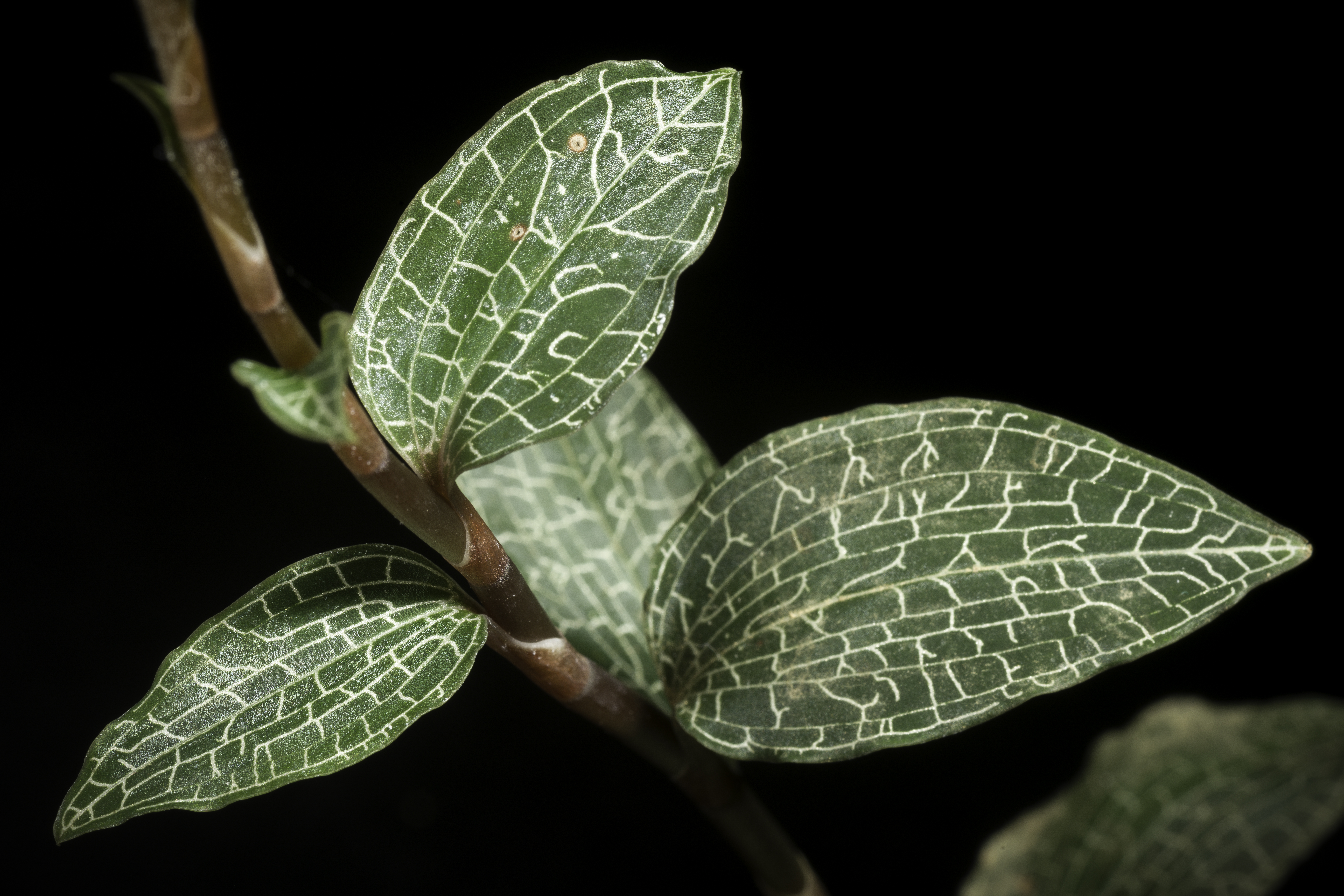
Ozdobné olistění japonského druhu Goodyera hachijoensis
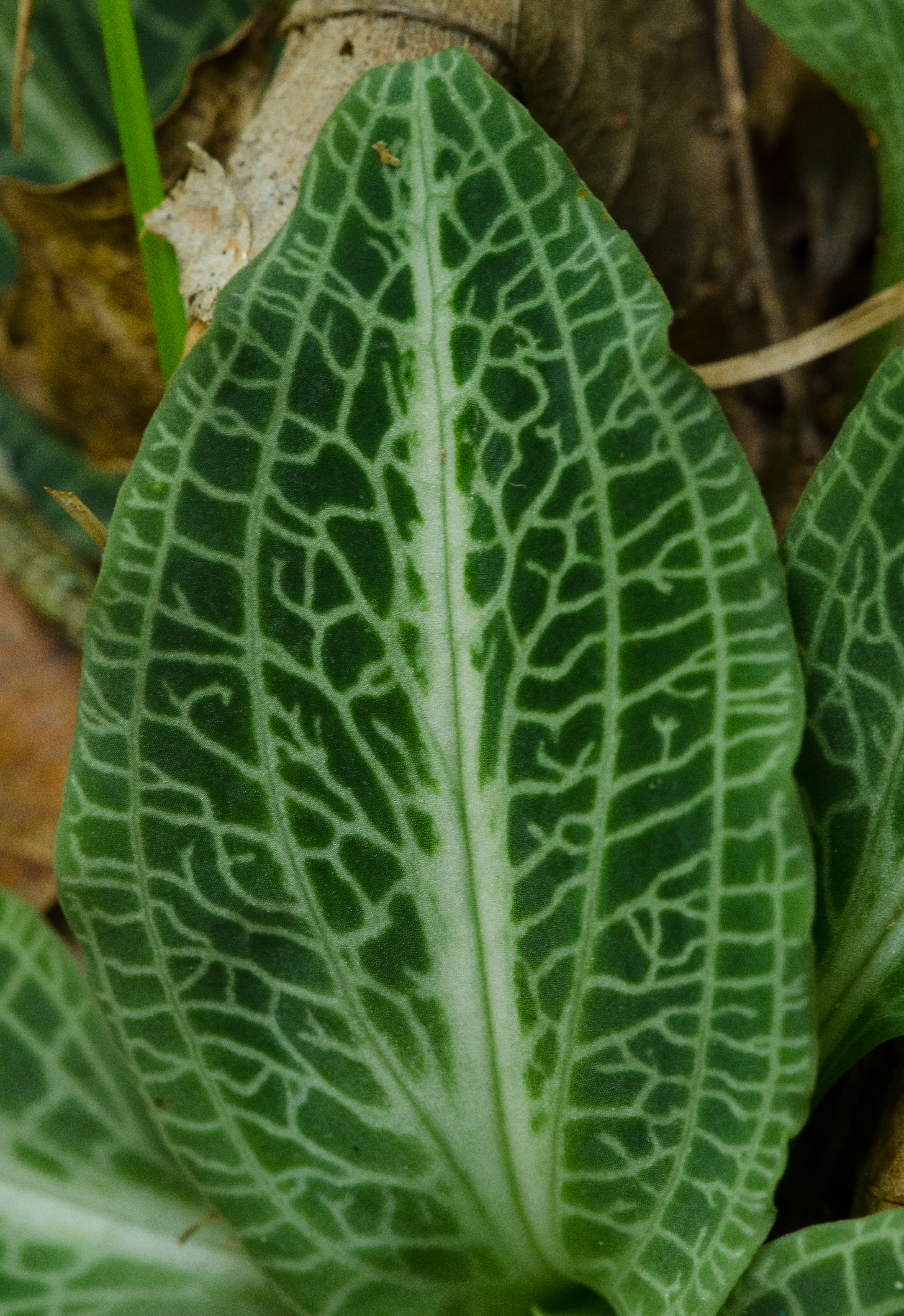
Detail listu severoamerického druhu Goodyera pubescens, zvaného „chřestýší jitrocel” (rattlesnake plantain)